# بورصة ماليزيا
بورصة ماليزيا هي بورصة ماليزيا تقع مقرها في كوالالمبور عاصمة ماليزيا، كانت في السابق تسمى بورصة كوالا لامبور.

## روابط خارجية
- الموقع الرسمي